# 신연초등학교
신연초등학교는 대한민국 부산광역시 남구에 있는 공립 초등학교이다.

## 학교 연혁
- 1983년 9월 30일: 개교
- 2024년 3월 1일 ~ 2026년 2월 28일: 학생수 감소로 2년간 임시 휴교 중

## 학교 후문
2010년도 세워저 후문을 이용하는 학생수 증가함

## 참고 자료
- 신연초등학교 - 한국교육학술정보원 학교알리미